# Elato
L'atoll d'Elato est situé dans les îles Carolines dans l'océan Pacifique. Il appartient aux îles extérieures de Yap. Il constitue avec les atolls inhabités de Lamolior et d'Olimarao la municipalité d'Élato de l'État de Yap des États fédérés de Micronésie. Dans le cadre des élections législatives internes à l'État de Yap, la municipalité appartient avec celles de Lamotrek et de Satawal au cinquième district électoral. Ce district élit pour quatre ans un sénateur au scrutin uninominal majoritaire à un tour,. Seule l'île d'Elato est habitée : elle est peuplée de 105 habitants en 2010.

## Géographie

### Topographie
L'atoll d'Elato, situé à 10 km à l'ouest de Lamotrek, d'une superficie de 11 km2, est long de 14 km avec une largeur maximale de 2 km. Il compte deux lagons d'une superficie totale d'environ 7,5 km2 et d'une profondeur similaire : 27 m pour le lagon nord, 29 m pour le lagon sud. Ses quatre îles sont, du nord vers le sud, Elato, Oletei, Kari et Falipi. Seule la première est habitée. Les terres émergées ne dépassent pas 0,526 km2.
Au sud, l'atoll d'Elato est relié à l'atoll de Lamolior par un banc de corail de 1,6 km de long immergé à 20 m de profondeur.

### Démographie
| 1920       | 1925      | 1930      | 1935      | 1958 | 1967      |
| ---------- | --------- | --------- | --------- | ---- | --------- |
| 250 (est.) | 88 (est.) | 71 (est.) | 72 (est.) | 40   | 47 (est.) |

| 1973 | 1980 | 1987 | 1994 | 2000 | 2010 |
| ---- | ---- | ---- | ---- | ---- | ---- |
| 32   | 51   | 71   | 121  | 96   | 105  |

## Histoire
Les îles Carolines sont sous domination espagnole du XVIe siècle jusqu'à la fin du XIXe siècle, mais la plupart des communautés des îles de l'actuel État de Yap n'ont que peu de contacts avec les Européens et vivent en toute indépendance. En 1885, à la suite d'un conflit entre l'Espagne et l'Allemagne, l'arbitrage de Léon XIII en confirme la possession à l'Espagne contre des avantages commerciaux pour l'Allemagne. Celle-ci acquiert ces îles en 1899 et les intègrent à la Nouvelle-guinée allemande. Au début de la première guerre mondiale, en 1914, l'empire du Japon occupe la zone. Cette occupation est légalisée dans le cadre du mandat des îles du Pacifique créé en 1919 par la Société des Nations. Les îles Carolines passent sous le contrôle des États-Unis en 1944 et les administrent en tant que Territoire sous tutelle des îles du Pacifique dans le cadre d'un mandat de l'ONU reçu en 1947. Les États fédérés de Micronésie accèdent à l'indépendance en 1986.

## Toponymie
L'atoll d'Elato a été nommé Elat, Elath, Erato, Haweis, Helato, Ylatu, Yaeluth, Yaluto.